# Hypocambala crinita
Hypocambala crinita är en mångfotingart som först beskrevs av Carl Graf Attems 1917.  Hypocambala crinita ingår i släktet Hypocambala och familjen Glyphiulidae. Inga underarter finns listade i Catalogue of Life.